# U à cran
Cette page contient des caractères spéciaux ou non latins. S’ils s’affichent mal (▯, ?, etc.), consultez la page d’aide Unicode.
L’u à cran, aussi appelé u à encoche ou m culbuté à hampe centrale courte, est une lettre additionnelle de l’alphabet latin qui est utilisée dans certaines variantes de l’alphabet phonotypique ou dans certaines système de transcription phonétique dont l’alphabet dialectal suédois. Elle a la forme d’un u étendu avec une encoche, similaire à la lettre ui ‹ ꭐ › sans son point. 

## Utilisation

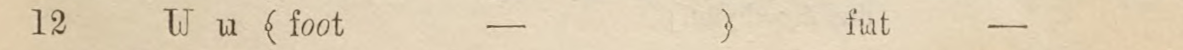
Description de la lettre u à cran par Ellis en 1848, en anglais écrit avec l’alphabet phonotypique.

L’u à cran est utilisé comme lettre pour l’anglais dans la version d’octobre 1844 et dans les versions suivantes de l’alphabet phonotypique d’Isaac Pitman et Alexander John Ellis. Thomas Bridges utilise cet alphabet, avec cette lettre, dans ses ouvrages et traductions en yagan dans les années 1860 et 1880.
La lettre est aussi utilisée dans l’alphabet phonétique d’Edwin Leigh de 1866,, qui a été utilisé dans les écoles de Saint-Louis des années 1860 aux années 1880.

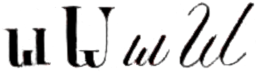
Lettre de Sundeval (1858).

Carl Jakob Sundevall utilise à son tour cette lettre dans son alphabet phonétique dans les années 1850.
L’alphabet dialectal suédois (landsmålsalfabetet) utilise l’u à cran pour représenter une voyelle fermée centrale arrondie avancée ([ʉ̟] avec l’alphabet phonétique international).

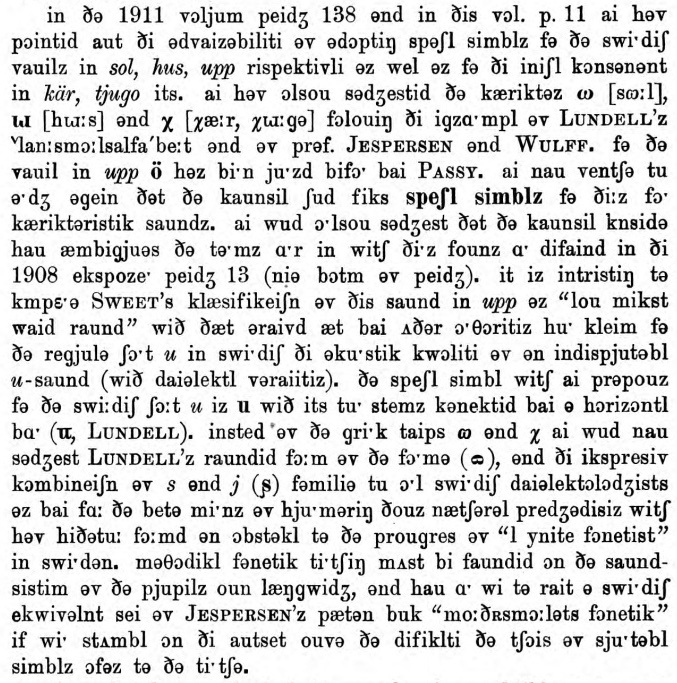
Symboles proposés pour l’API par H. Buergel Goodwin dans Le Maître Phonétique en 1912.

Pour l’alphabet phonétique international, en 1911 et 1912, Henry Buergel Goodwin propose le symbole (emprunté à l’alphabet dialectal suédois de Lundell) dans deux articles, pour par exemple transcrire le suédois hus ; mais ce symbole ne sera pas adopté. Il est utilisé provisionnellement par exemple dans un specimen de transcription du suédois dans le Maître phonétique de 1927.
Le symbole phonétique est aussi utilisé par Bernhard Karlgren dans son Étude sur la phonologie chinoise utilisant une variante de l’alphabet dialectal suédois, et aussi dans sa traduction chinoise utilisant principalement des symboles de l’alphabet phonétique international.
En 1995, Per Linell et Margareta Jennische utilise l’u à cran comme symbole phonétique, pour noter la voyelle de ful ou tjur, dans une analyse norvégienne du développement de la prononciation des enfants publiée en 1995.

Forme large comme un m.
Forme plus étroite qu’un m.

## Représentations informatiques
Le u à cran n’est pas inclus dans un codage informatique standard.